# Partito Laburista (Regno Unito)
Il Partito Laburista (in inglese Labour Party; in gallese Blaid Lafur) è un partito politico britannico di centro-sinistra. È un partito storicamente riconducibile alla socialdemocrazia e al socialismo democratico. In particolare, durante i governi di Clement Attlee del 1945-1951 fu istituito il primo Sistema Sanitario pubblico dell'Europa ed espanso di molto il welfare. Dal 1994 al 2010, sotto la leadership di Tony Blair e Gordon Brown, è stato dominato da correnti facenti capo al liberalismo sociale e alla terza via. I successivi leader Ed Miliband e Jeremy Corbyn hanno riportato il partito rispettivamente su posizioni socialdemocratiche e socialiste democratiche, mentre Keir Starmer ha dato una svolta centrista al partito.
È uno dei due principali partiti del sistema politico britannico insieme al Partito Conservatore; dal 1997 al 2010 è stato il primo per numero di voti nelle elezioni generali. A livello internazionale aderisce in qualità di membro all'Alleanza Progressista ed è osservatore nell'Internazionale Socialista.
Il 4 aprile 2020 Keir Starmer succede a Jeremy Corbyn, diventando così il capo del Partito Laburista e leader dell'opposizione parlamentare.
Il 4 luglio 2024 Starmer vince le elezioni generali anticipate ottenendo 412 seggi su 650 alla Camera dei Comuni. Il giorno successivo il partito laburista torna al Governo del Regno Unito dopo 14 anni all'opposizione.

## Storia

### Origini

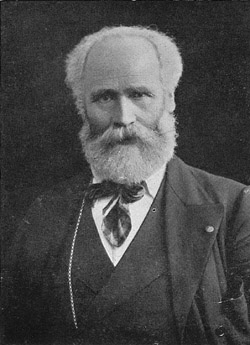
James Keir Hardie, uno dei fondatori del Partito Laburista.

Il Regno Unito fu il primo Paese a vivere la rivoluzione industriale, e di conseguenza il primo a vedere la nascita di un movimento operaio. Le rivendicazioni economiche trovarono il loro strumento di espressione e di lotta nelle associazioni di categoria (Trade Unions), mentre su un piano strettamente politico la classe operaia aderì al movimento cartista, il cui obiettivo era il raggiungimento del suffragio universale, che peraltro non venne concesso.
In seguito, mentre le Trade Unions aumentavano la propria influenza, in campo politico la classe operaia dette il proprio appoggio prima ai Radicali, e in seguito al Partito Liberale, senza costituire un partito autonomo, sia per la lentezza con cui veniva allargato il diritto di voto, sia per il sistema elettorale (maggioritario a turno unico), sia per il modo in cui i collegi elettorali erano disegnati, attribuendo un peso sproporzionato alle zone di campagna a scapito delle città industriali, sia per la scarsa influenza del marxismo. La prima svolta avvenne nel 1881, quando proprio un ammiratore di Marx, Henry Mayers Hyndman, fondò la Federazione Social-Democratica, cui aderirono Eleanor Marx e l'artista William Morris (questi ultimi nel 1884 si staccarono a sinistra fondando la Lega Socialista). Tra gli altri gruppi di orientamento più o meno socialista, grande importanza assunse la Società Fabiana (1884), appoggiata dallo scrittore George Bernard Shaw e sostenitrice di una linea gradualista.
Finalmente, nel 1893, sorse il Partito Laburista Indipendente, diretto da un ex minatore, Keir Hardie. Fu quest'ultimo gruppo che, in una fase di restrizioni poste dal Governo alla libera azione delle Trade Unions, riuscì a superare le divisioni tra i vari gruppi politici e sindacali, convocando un congresso a Londra il 27 febbraio 1900, che dette vita al Labour Representation Committee (lett. "Comitato di Rappresentanza del Lavoro" o "Comitato di Rappresentanza Laburista"); segretario fu eletto Ramsay MacDonald, esponente delle correnti più vicine al liberalismo e al parlamentarismo. Solamente alle elezioni del 1906, il Comitato ottenne un significativo risultato elettorale, raggiungendo 29 seggi (5,7% dei voti), cui possono essere aggiunti 24 sindacalisti eletti con i liberali. Il successo spinse i nuovi parlamentari a dar vita al Partito Laburista. Esso inizialmente non prevedeva un'adesione individuale, bensì attraverso i gruppi preesistenti: tra questi particolare importanza aveva il Partito Laburista Indipendente.
Negli anni seguenti, il Labour Party seguì una linea di collaborazione con i liberali, ottenendo importanti riforme come la legge sull'assistenza sanitaria e l'indennità di disoccupazione (1911), la legge che regolava e riconosceva l'attività delle Trade Unions (1913), le otto ore di lavoro, i minimi salariali, ecc. D'altro canto non mancavano, a livello sindacale, episodi di vera e propria lotta di classe, che in parte cercarono uno sbocco più tipicamente marxista nella nascita del Partito Socialista Britannico (1911), formato dalla Federazione Social-Democratica, fuoriuscita dal Partito Laburista. Dal punto di vista culturale, comunque, rimase prevalente l'influenza del riformismo della Società Fabiana.

### Dalla prima alla seconda guerra mondiale

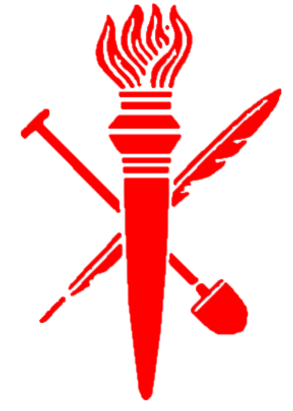
Storico simbolo del partito, in uso fino ai primi anni '80

Durante la prima guerra mondiale il Partito Laburista, come la maggior parte dei partiti affiliati all'Internazionale Socialista, accettò di entrare nel governo di unità nazionale, in contrasto con la linea ufficiale della stessa Internazionale, e nonostante la presenza di un'ala pacifista, capeggiata da Ramsay MacDonald. Durante la crisi del dopoguerra, i laburisti ottennero 57 seggi alle elezioni del 1918, con il 21,5% dei voti (contro il 7,1% del 1910), in una fase di agitazioni nella quale la base laburista esprimeva una certa solidarietà nei confronti dell'Unione Sovietica e mentre prendeva vita, dalle ceneri del Partito Socialista Britannico, il Partito Comunista di Gran Bretagna.
Inserendosi a pieno titolo nella politica parlamentare e forte di un solido radicamento sociale, negli anni '20 il Partito Laburista divenne il principale competitore del Partito Conservatore, posizione fino ad allora occupata dal Partito Liberale. Nel dicembre 1923, i Laburisti salirono al 30,7% dei voti e nel gennaio 1924 poterono formare il loro primo governo, guidato da Ramsay MacDonald, con l'appoggio esterno dei Liberali. L'esperienza durò però pochi mesi. Dopo la vittoria alle elezioni del 30 maggio 1929, MacDonald fu di nuovo capo del governo, ancora con l'appoggio dei Liberali, fino al 1931. Tuttavia, nonostante la crescita dei consensi, fino alle elezioni del 1945 il Labour non riuscì mai a ottenere la maggioranza assoluta dei seggi e a formare un governo stabile, anche a causa della scissione dell'ala "nazionale" guidata da MacDonald. Durante la Seconda guerra mondiale, dal 1940 al 1945, il partito fece parte del governo di coalizione guidato dai Conservatori con a capo Winston Churchill, all'interno del quale espresse tra l'altro - dal 1942 - il vice primo ministro nella persona di Clement Attlee.

### Dal 1945 al 1992

Simbolo usato su un manifesto elettorale del 1966 e successivamente ripreso negli anni '80 durante le leadership di Michael Foot e di Neil Kinnock fino al 1987

Nel 1945, dopo la Seconda guerra mondiale, i laburisti vinsero le elezioni conquistando il 47,8% dei voti e la maggioranza assoluta in parlamento, con 393 seggi. Da questa inattesa vittoria sui conservatori e su Churchill, che aveva guidato il Paese nella lotta durissima contro la Germania nazista, nacque il primo governo pienamente controllato dai laburisti nella storia del Regno Unito, con a capo Clement Attlee. Alle politiche del 1950 il Labour mantenne la maggioranza parlamentare assoluta pur essendo calato al 46,1% dei voti e a 315 seggi. I Conservatori, con il 43,5%, ottennero 299 seggi, i Liberali 9. Altri due seggi andarono a candidati indipendenti. Con una maggioranza di soli 5 seggi, il governo laburista cadde dopo appena un anno e nel 1951 si tornò alle urne. I Laburisti ottennero il 48,8% dei voti, contro il 48% dei Conservatori, i Liberali crollarono al 2,5%. Il paese apparve sostanzialmente diviso in due. Il sistema elettorale maggioritario a turno unico, però, premiò i Conservatori che, pur avendo ottenuto meno voti, conquistarono 321 seggi contro i 295 del Labour. Dal 1955 al 1964 il Labour rimase all'opposizione.
Alle politiche del 1964 il Labour con il 44,1% superò di poco i Conservatori, che ottennero il 43,3%, ritrovandosi però con appena 2 seggi di vantaggio sull'opposizione conservatrice e liberale. Con le successive elezioni, nel 1966, i laburisti con il 47,9% e 363 seggi poterono contare su una più solida maggioranza. Alle politiche del 1970, però, tornarono all'opposizione. Nel 1974 gli elettori furono chiamati per ben due volte alle urne. La prima volta, infatti, i laburisti ottennero 301 seggi, i Conservatori 297, i Liberali 14. Altri 23 seggi andarono a liste minori, tra cui il Partito Nazionale Scozzese (7) e il Partito Unionista dell'Ulster (7). Data l'impossibilità di assicurare un governo stabile, furono indette nuove elezioni da cui il Labour ottenne 319 seggi, appena 2 più della metà. Il Primo ministro Callaghan si trovò ben presto a capo di un governo di minoranza, che riuscì a sopravvivere solo grazie all'appoggio esterno dei liberali (il cosiddetto "Patto Lib-Lab"). La situazione fu resa ancora più difficile dalla crescente radicalizzazione delle Trade Unions, che avevano un forte potere all'interno del partito; il partito divenne sempre più litigioso tra l'ala sinistra (rappresentata appunto dai sindacati) e l'ala moderata (l'élite parlamentare). Alle politiche del 1979, i laburisti persero il governo, calando a 269 seggi.
Dopo la sconfitta alle elezioni del 1979 l'ala sinistra prese il sopravvento, eleggendo Michael Foot come segretario. Nel 1981 parte dell'ala moderata decise di rompere col Labour e di creare il Partito Social Democratico. La crisi raggiunse il suo culmine alle elezioni del 1983, in cui il Labour ottenne solo il 27,6% dei voti, il suo minimo dalle elezioni del 1918, e in cui rischiò di essere superato in voti dai liberali alleati con i socialdemocratici, che ottennero solo due punti percentuali in meno. I laburisti avevano perso la loro immagine di partito di governo diventando un partito-fazione. Con l'elezione del più centrista Neil Kinnock a nuovo segretario, iniziò un lungo processo di revisione. Ciò avvenne da un lato emarginando l'ala sinistra del partito e in particolare allentando i legami con i sindacati, dall'altro cercando di ristabilire l'immagine del Labour come di un partito di governo contenendo la conflittualità interna. Alle elezioni del 1987 e del 1992 il Labour si riprese ma non superò mai il 34,4% dei voti. Nel 1991 vi sarà anche la scissione della corrente trockista Militant Tendency che fonderà il Partito Socialista di Inghilterra e Galles.

### New Labour

Simbolo in uso durante le leadership di Kinnock, Smith e Blair

Nel 1994 diviene segretario Tony Blair, che continua nel processo di trasformazione del partito, approdando a una linea socio-liberale (c.d. terza via). Il partito riesce a vincere le elezioni nel 1997 ottenendo ben 179 seggi in più del partito conservatore e del partito liberal-democratico messi insieme, ovvero 418 seggi in totale, la maggioranza più larga della storia del Regno Unito.
Tra i primi provvedimenti di Blair ci furono il National Minimum Wage Act 1998 (in cui fissava il salario minimo orario di 5,52 sterline per i lavoratori che hanno compiuto i 22 anni di età), la devolution di Galles, Scozia e Nord Irlanda e la creazione della Autorità della Grande Londra. Alle elezioni del 2001 i Laburisti, pur subendo un calo del 2,5%, vincono ancora con una larga maggioranza corrispondente a 413 seggi; Blair è confermato premier battendo il conservatore William Hague (166 seggi).
Punto di svolta del governo Blair fu la controversa alleanza con George Bush nella Guerra in Iraq; per questa scelta la popolarità di Blair calò notevolmente. Lo stesso Kofi Annan, Segretario Generale dell'ONU, affermò che la guerra era illegale. Alle elezioni del 2005 i Laburisti vincono per la terza volta consecutiva ottenendo 355 seggi, diminuendo però la propria maggioranza, che aveva solo 66 seggi in più dei Conservatori guidati da Micheal Howard (198).
La leadership di Blair, in seguito, è stata messa in discussione a causa della crescente impopolarità del suo governo. Il 10 maggio 2007 Blair ha deciso di farsi da parte rendendo effettive le dimissioni dal 27 giugno dello stesso anno, quando a sostituire Blair al partito e al governo è stato chiamato l'allora Cancelliere dello Scacchiere Gordon Brown. A causa della forte impopolarità del governo presieduto da quest'ultimo, il Labour ha subito un forte ridimensionamento alle elezioni amministrative del 2008, in cui ha perso moltissimi consensi, diventando addirittura il terzo partito britannico (superato per poco dai liberaldemocratici) a fronte della crescita del partito conservatore.

### Segreteria di Ed Miliband

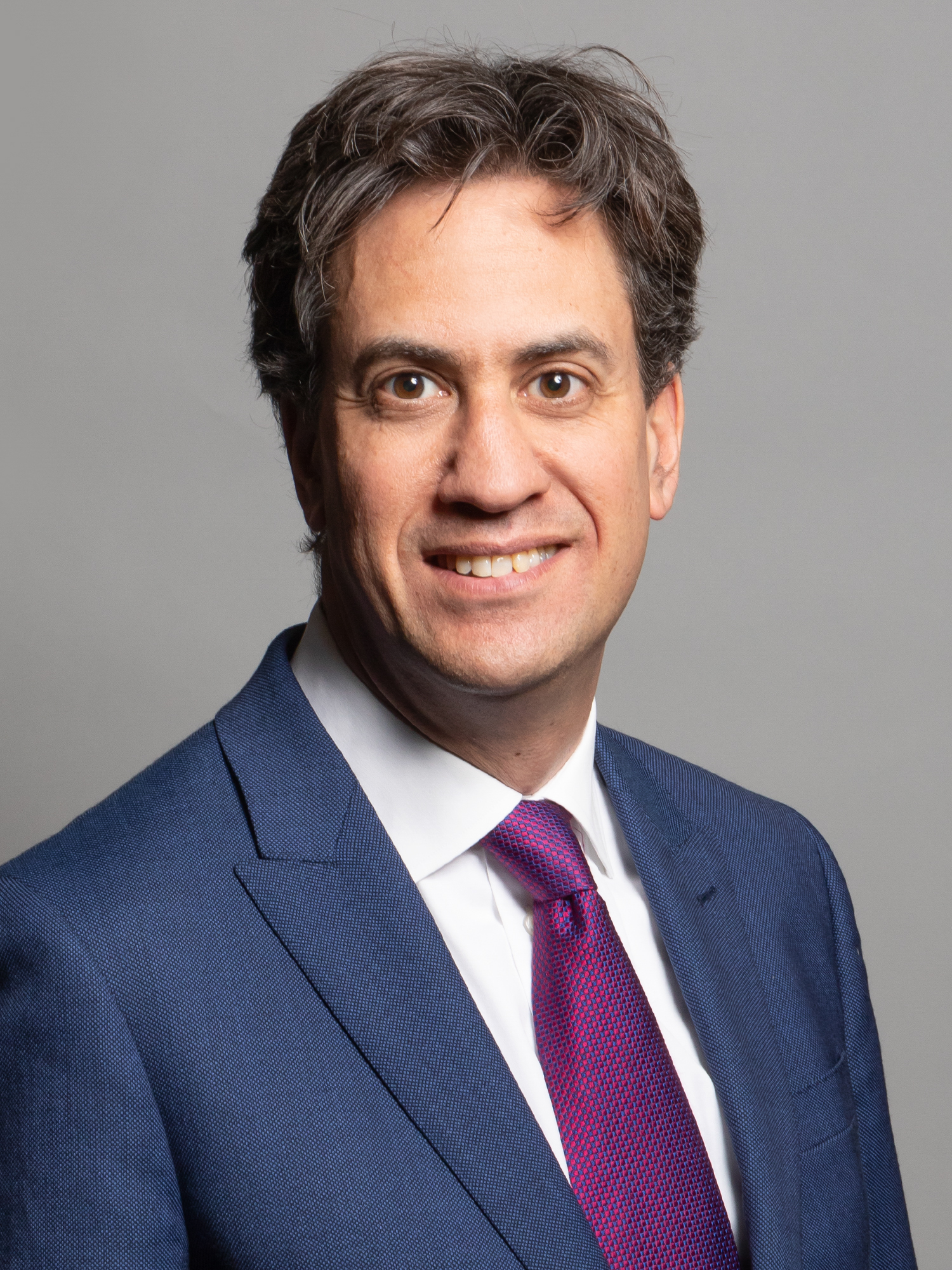
Ed Miliband, leader dell'opposizione (2010-2015)

Nelle elezioni del 2010, nessun partito ha ottenuto la maggioranza dei seggi. I Laburisti sono calati dal 35,2% dei voti al 29%, ottenendo 258 seggi. Il PL è passato all'opposizione, dopo che David Cameron, leader conservatore, ha dato vita a un'insolita coalizione con i liberal-democratici di Nick Clegg, che ritornano dopo 90 anni al governo.
In seguito alla sconfitta Gordon Brown si è dimesso dalla carica di segretario ed è stato eletto segretario Ed Miliband; con lui il Labour ha progressivamente abbandonato le posizioni neo-centriste e si è riavvicinato a posizioni socialdemocratiche di centro-sinistra.
Alle elezioni amministrative del 2011 i Laburisti hanno riguadagnato terreno, soprattutto a danno dei Liberal-democratici: Inghilterra (+ 857 consiglieri; Libdem -747); Scozia (Assemblea - 7 seggi; SNP +23); Galles (Assemblea + 4 seggi; PC - 4, Libdem -1).
Nel 2015, i laburisti videro la possibilità di strappare il governo del paese. Nonostante ciò, i sondaggi diedero un testa a testa con i conservatori di Cameron. Ma il 7 maggio 2015, i sondaggi vennero smentiti dal risultato che vide la vittoria dei Conservatori, che ottennero 331 seggi (più della maggioranza assoluta) e il 37%. Il Labour ottiene solo 232 seggi, perdendone ben 26, e meno di 10 milioni di voti.

### Segreteria di Jeremy Corbyn

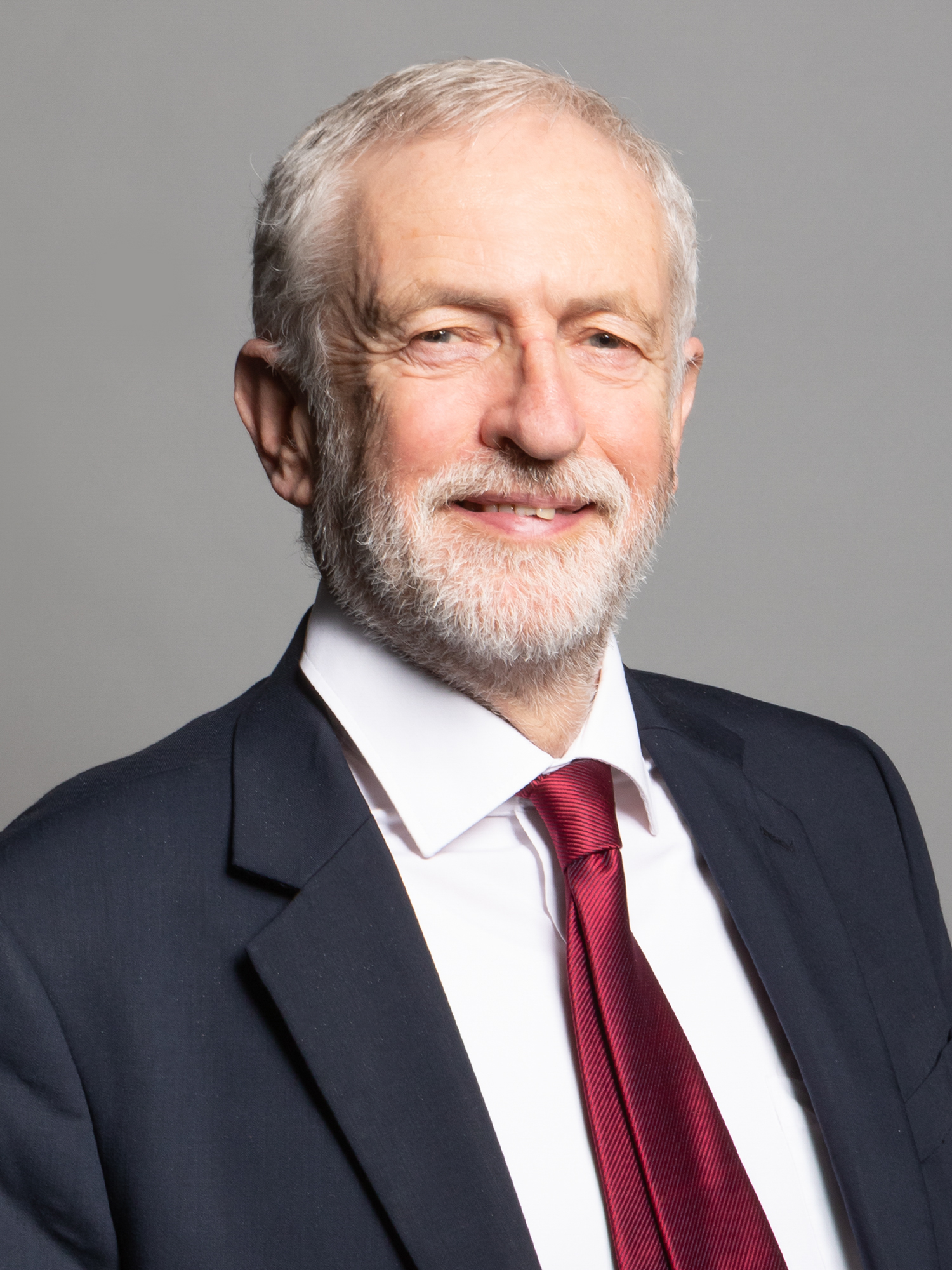
Jeremy Corbyn, leader dell'opposizione (2015-2020)

Dopo la batosta, Milliband si dimise, si tennero nuove primarie e le vinse Jeremy Corbyn. Sotto la sua leadership, i laburisti vedono una decisa svolta a sinistra, venendo persino paragonati all'estrema sinistra da diversi media conservatori. Alle elezioni locali del 2016, il partito, pur perdendo consensi in Scozia, ottiene il 38,2% e ottiene un grande successo riuscendo a conquistare Londra, con Sadiq Khan, oltre a Bristol e Liverpool. Il partito si schiera ufficialmente contro la Brexit in vista del referendum del 23 giugno 2016, ma Corbyn sarà sempre tiepido sull'UE.
In seguito all'esito del voto Corbyn viene sfiduciato dai deputati laburisti ed è costretto a dimettersi. Verrà tuttavia rieletto alle successive primarie con il 61,8% dei voti.
Il 18 aprile 2017, il nuovo primo ministro, Theresa May, subentrata a Cameron dopo la vittoria della Brexit, annuncia le elezioni anticipate per l'8 giugno. All'inizio, i conservatori hanno un vantaggio di 20 punti sul Labour ma, col passare delle settimane, a causa della campagna elettorale malamente condotta della May e di due attacchi terroristici a Manchester il 22 maggio e a Londra il 3 giugno, Corbyn recupera tanti consensi e raggiunge la May. L'8 giugno, il partito Conservatore perde la maggioranza assoluta ai Comuni con appena 317 seggi (la maggioranza richiesta è 326). I Laburisti ottengono 262 seggi, guadagnandone più di 30 e ottengono il 40% dei voti, il massimo dal 2001 e quasi 13 milioni di voti. In seguito alle elezioni, il Partito Conservatore forma un accordo con il Partito Unionista Democratico, che accetta di dare appoggio esterno al nuovo governo; il Labour rimane quindi all'opposizione. Durante il perdurante stallo parlamentare che segue dal 2016 per introdurre la legislazione che sancisca l'uscita del Regno Unito dall'UE, il 18 febbraio 2019 otto deputati lasciano il partito e formano un gruppo parlamentare denominato The Independent Group, a cui successivamente si sono uniti tre deputati usciti dal Partito Conservatore.
Dopo le dimissioni del debole Primo ministro Theresa May, incapace di portare avanti la Brexit, viene eletto come suo successore Boris Johnson: tuttavia, le spaccature interne sia nei Tories sia tra i laburisti perdurano, e lo stallo porta finalmente alle elezioni nazionali di dicembre 2019, che consegnano una schiacciante maggioranza parlamentare per i Tories. Per il Labour Party è la peggior sconfitta elettorale dal 1935, ottenendo il 32% dei voti e 202 seggi, perdendone 60 rispetto alle precedenti elezioni del giugno 2017; si tratta inoltre della quarta sconfitta consecutiva alle elezioni nazionali (2010, 2015, 2017, 2019). Dopo aver annunciato le proprie dimissioni, Corbyn rimane alla guida fino all'elezione del suo successore.

### Segreteria di Keir Starmer

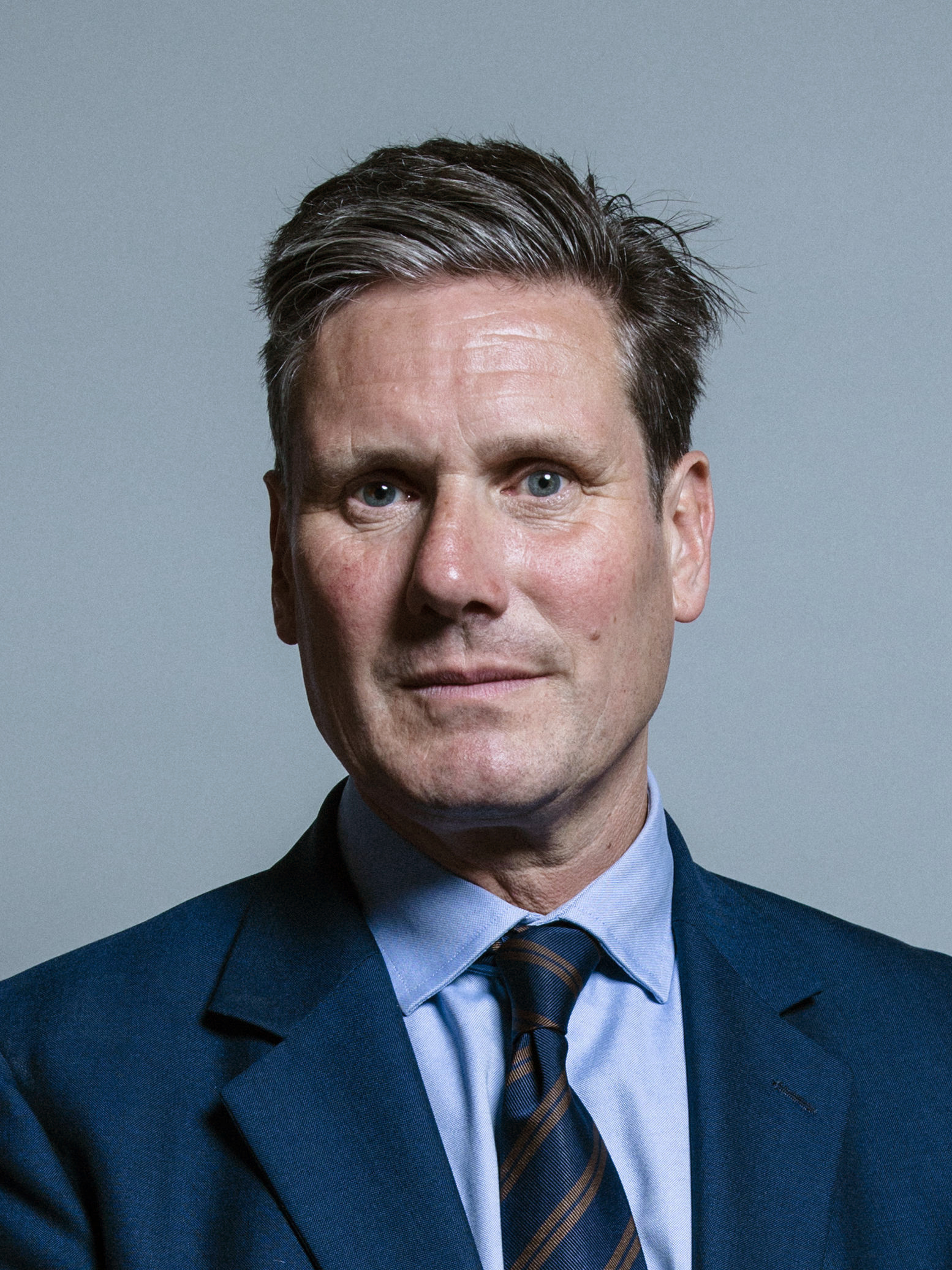
Keir Starmer, leader dell'opposizione (dal 2020)

Il 4 aprile 2020 viene eletto leader Keir Starmer col 56,2 % considerato un laburista più moderato e centrista rispetto a Corbyn.
Alle elezioni generali del 2024, il partito ottiene la maggioranza alla Camera dei Comuni, dopo 14 anni all'opposizione. Il 5 luglio Starmer riceve l'incarico di formare un governo dal re Carlo III, divenendo primo ministro del Regno Unito. Il 23 luglio, sette parlamentari vengono sospesi per aver votato a favore dell'abolizione del limite agli assegni familiari contro cui si era espresso il governo. 

## Ideologia
Il partito viene fondato nel 1900 sulla scia dei movimenti sindacali e delle formazioni socialiste che vogliono rappresentare i lavoratori e si oppongono al sistema economico capitalistico. Si definisce un partito socialista democratico. Storicamente si è richiamato ai valori e alle grandi opzioni di ispirazione socialista: intervento e ruolo regolatore dello stato in economia, politiche di redistribuzione della ricchezza, stato sociale comprendente sanità e istruzione pubblica. Dai primi anni '90 del Novecento fino all'elezione al vertice del partito, nel 2015, dell'esponente della sinistra interna Jeremy Corbyn, nel periodo del cosiddetto New Labour, segnato dalla leadership di Tony Blair, il partito ha operato una svolta netta a favore del libero mercato, assumendo un orientamento centrista e socio-liberale, definito da Blair una "Terza via". Con l'elezione di Ed Miliband e, successivamente, di Jeremy Corbyn, il partito ha avuto una graduale svolta a sinistra che l'ha riportato agli originali ideali socialdemocratici e socialisti democratici.
Con l'elezione a leader di Keir Starmer, la linea del partito è tornata su linee centriste.
Il Labour Party aderisce all'Alleanza Progressista e al Partito del Socialismo Europeo, ed è membro osservatore dell'Internazionale Socialista. Prima della Brexit, i suoi europarlamentari aderivano al gruppo dell'Alleanza Progressista dei Socialisti e dei Democratici.

## Struttura federale

Numero di iscritti al Partito Laburista, dal 1930 al 2020. Non si tiene conto dei membri osservatori e dei soli simpatizzanti. Evidenti il crollo delle iscrizioni di inizio anni '80, il parziale e momentaneo guadagno con il New Labour di Blair e il ritorno al partito di massa di Corbyn.

Il Partito Laburista ha una struttura federale, con organizzazioni autonome per l'Inghilterra, la Scozia (Partito Laburista Scozzese) e il Galles, mentre non è presente in Irlanda del Nord. Il partito non prevede una forma di iscrizione personale dei suoi sostenitori, i quali possono invece aderire alle organizzazioni "affiliate": i partiti laburisti locali, uno per circoscrizione elettorale (constituency Labour parties), i sindacati affiliati al partito, il Partito Parlamentare Laburista (corrispondente ad un gruppo parlamentare, ma rilevante anche per l'organizzazione interna al partito) e le associazioni socialiste, come la Fabian Society. Questi gruppi hanno il diritto di inviare i propri rappresentanti ai congressi annuali del partito, così come le organizzazioni femminile e giovanile; i deputati partecipano al congresso di diritto. Il congresso elegge un Comitato Esecutivo di 26 membri, massimo organo di governo del partito; il sindacato ha diritto a 12 membri.
Il Partito Parlamentare gode comunque nelle sue scelte politiche di un'ampia autonomia rispetto all'organizzazione di base. Inoltre, nel 1987 sono state modificate le regole interne al partito allo scopo di ridurre il peso dei sindacati. Di conseguenza, il leader del partito viene scelto con una votazione in cui un terzo dei voti spetta alle trade unions, un terzo al Partito Parlamentare e un terzo ai constituency Labour parties; i sindacati non hanno più potere nella scelta dei candidati alle elezioni; il peso dei delegati scelti dal sindacato al congresso annuale non può superare il 50%. Inoltre, è stato istituito un Forum Politico Nazionale, i cui membri sono scelti dai ministri (o dai "ministri-ombra" quando il Labour è all'opposizione), i cui rapporti vengono approvati o rigettati dal congresso senza possibilità di presentare emendamenti.

## Base elettorale
Il Partito Laburista è stato in passato un tipico "partito operaio", sebbene abbia sempre avuto larghi consensi da parte di esponenti del ceto medio. A partire dagli anni Sessanta ha iniziato a ottenere voti in misura maggiore da parte dei dipendenti pubblici. Negli anni Ottanta, tuttavia, la base elettorale del partito si era molto ridotta rispetto al passato, e limitata alle tradizionali zone operaie del Galles, del Nord dell'Inghilterra e della Scozia. La leadership di Tony Blair ha consentito al Labour di recuperare consensi tra i lavoratori urbani di Londra e di altre città dell'Inghilterra meridionale.
Ancora oggi, sebbene gli operai tendano a iscriversi al partito in misura sensibilmente minore rispetto al passato, il voto operaio al partito laburista è superiore a quello di altre classi sociali Il numero degli iscritti individuali si è ridotto rispetto ai decenni scorsi, e buona parte dei finanziamenti del Labour proviene da quanto versato dai sindacati affiliati, mentre i contributi da parte di donatori ad alto reddito coprono una parte minore delle entrate.

## Struttura

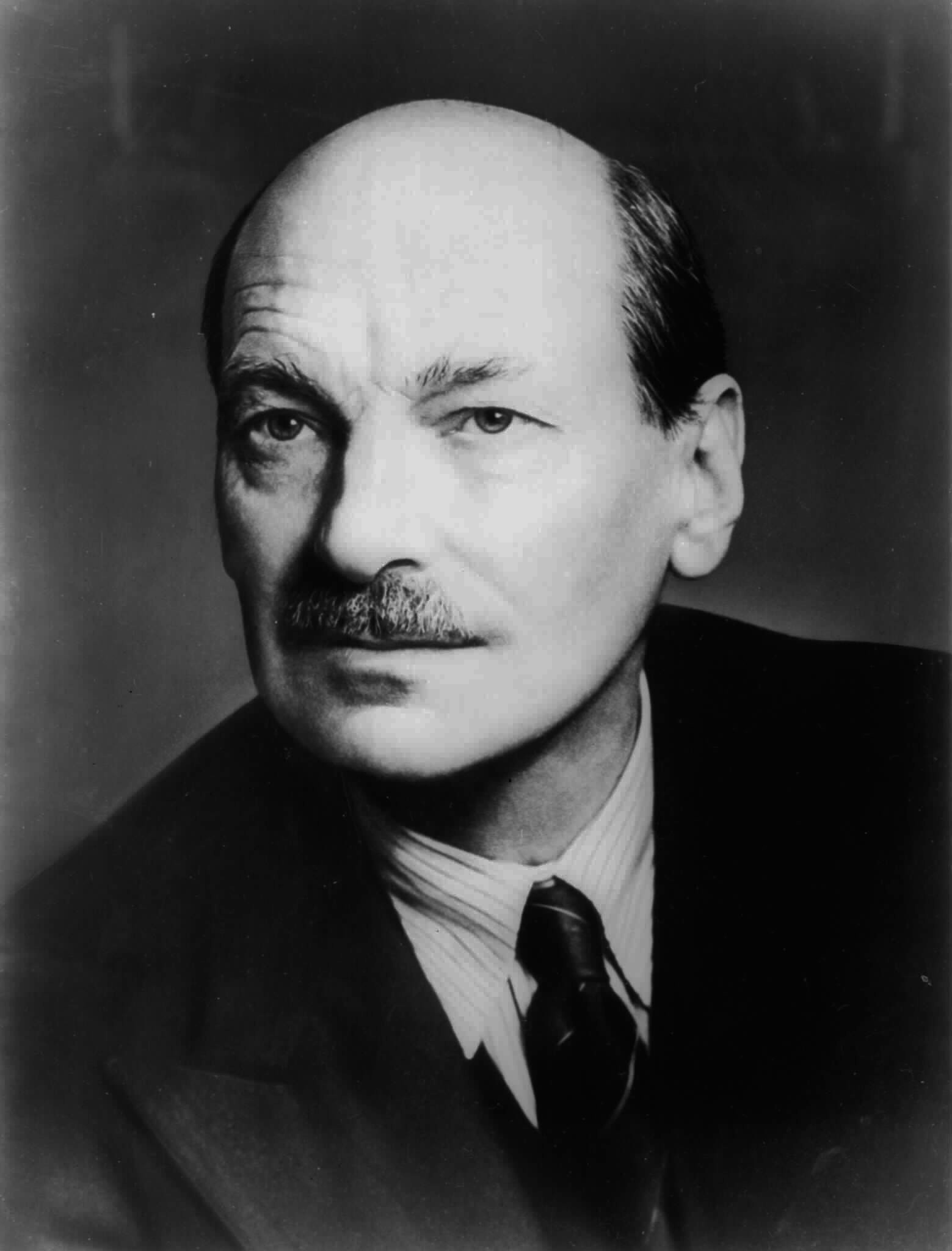
Clement Attlee (1956/57), primo ministro del dopoguerra e leader del partito per 20 anni.

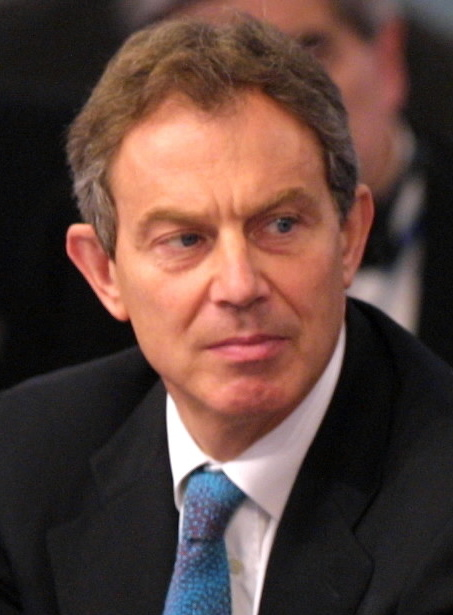
Tony Blair (2007), Iniziatore del New Labour.

### Leader (dal 1906)
- Keir Hardie (1906–1908)
- Arthur Henderson (1908–1910)
- George Nicoll Barnes (1910–1911)
- Ramsay MacDonald (1911–1914)
- Arthur Henderson (1914–1917)
- William Adamson (1917–1921)
- John Robert Clynes (1921–1922)
- Ramsay MacDonald (1922–1931, Primo ministro: 1924; 1929–1931)
- Arthur Henderson (1931–1932)
- George Lansbury (1932–1935)
- Clement Attlee (1935–1955, Primo ministro: 1945–1950; 1950–1951)
- Hugh Gaitskell (1955–1963)
  -  George Brown (1963, leader provvisorio)
- Harold Wilson (1963–1976, Primo ministro: 1964–1966; 1966–1970; 1974; 1974–1976)

- James Callaghan, (1976–1980, Primo ministro: 1976–1979)
- Michael Foot (1980–1983)
- Neil Kinnock (1983–1992)
- John Smith (1992–1994)
  -  Margaret Beckett (1994, leader provvisorio)
- Tony Blair (1994–2007, Primo ministro: 1997–2001; 2001–2005; 2005–2007)
- Gordon Brown (2007–2010, Primo ministro: 2007–2010)
  -  Harriet Harman (2010, leader provvisorio)
- Ed Miliband (2010–2015)
  -  Harriet Harman (2015, leader provvisorio)
- Jeremy Corbyn (2015–2020)
- Keir Starmer (dal 2020, Primo ministro: dal 2024)

### Vice leader (dal 1922)
- JR Clynes (1922–1932)
- William Graham (1931–1932)
- Clement Attlee (1932–1935)
- Arthur Greenwood (1935–1945)
- Herbert Morrison (1945–1956)
- Jim Griffiths (1956–1959)
- Aneurin Bevan (1959–1960)
- George Brown (1960–1970)
- Roy Jenkins (1970–1972)

- Edward Short (1972–1976)
- Michael Foot (1976–1980)
- Denis Healey (1980–1983)
- Roy Hattersley (1983–1992)
- Margaret Beckett (1992–1994)
- John Prescott (1994–2007)
- Harriet Harman (2007–2015)
- Tom Watson (2015–2019)
- Angela Rayner (dal 2020)

### Presidente
- Charles Clarke (2001–2002)
- John Reid (2002–2003)
- Ian McCartney (2003–2006)
- Hazel Blears (2006–2007)
- Harriet Harman (2007–2015)
- Tom Watson (2015–2017)
- Ian Lavery (2017–2020)
- Angela Rayner (2020–2021)
- Anneliese Dodds (dal 2021)

### Commissari UE e presidenti della Commissione europea
I seguenti politici del Partito Laburista hanno rappresentato il Regno Unito nella Commissione europea:
- George Thomson (1973–1977, politica regionale)
- Roy Jenkins (1977–1981, presidente)
- Ivor Richard (1981–1985, occupazione e affari sociali, istruzione e formazione professionale)
- Stanley Clinton Davis (1985–1989, ambiente, tutela dei consumatori, sicurezza nucleare e trasporti)
- Bruce Millan (1989–1995, politica regionale)
- Neil Kinnock (1995–1999, trasporti), (1999–2004, riforma amministrativa) e (1999–2004 vicepresidente)
- Peter Mandelson (2004-2008, commercio)
- Catherine Ashton (2008–2009, commercio), (2009–2014, affari esteri e politica di sicurezza) e (2010–2014, vicepresidente)

### Capigruppo al Parlamento europeo
Il seguente politico del Partito Laburista è stato leader del gruppo dell'Alleanza Progressista dei Socialisti e dei Democratici al Parlamento europeo:
- Pauline Green (1994–1999)

### Sotto-organizzazioni
- Partito Laburista Gallese
- Partito Laburista Scozzese

## Inno del partito
L'inno non ufficiale del partito (e quello ufficiale del Partito Social Democratico e Laburista in Irlanda del Nord, così come del Partito Laburista Irlandese) è The Red Flag. Alcune delle 16 strofe della canzone vengono solitamente cantate alla fine delle conferenze del partito o di altri importanti eventi di festa sulla melodia di O Tannenbaum.

## Risultati elettorali

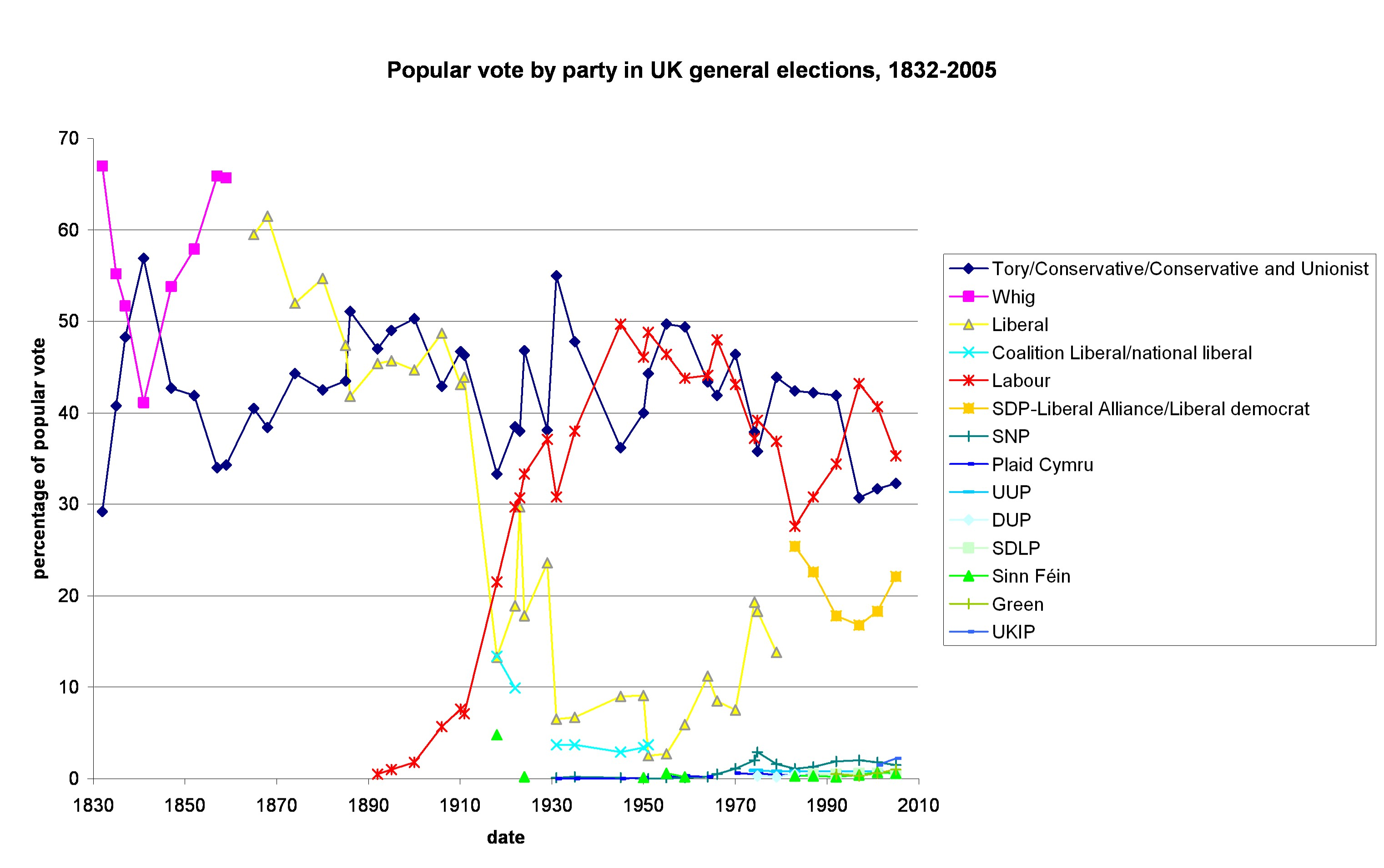
Voto in percentuale alle elezioni del Regno Unito dal 1832 al 2005 dei principali partiti.

| Elezione           | Voti       | %      | Seggi     | Esito       |
| ------------------ | ---------- | ------ | --------- | ----------- |
| Generali 1900      | 62.698     | 1.82%  | 2 / 670   | Opposizione |
| Generali 1906      | 254.202    | 4.86%  | 29 / 670  | Opposizione |
| Generali Gen. 1910 | 435.770    | 7%     | 40 / 670  | Opposizione |
| Generali dic. 1910 | 309.963    | 6.40%  | 42 / 670  | Opposizione |
| Generali 1918      | 2.717.230  | 13%    | 35 / 615  | Opposizione |
| Generali 1922      | 4.076.665  | 29.7%  | 141 / 615 | Opposizione |
| Generali 1923      | 4.267.831  | 30.7%  | 191 / 615 | Opposizione |
| Generali 1924      | 5.281.626  | 33.3%  | 151 / 615 | Opposizione |
| Generali 1929      | 8.048.968  | 37.1%  | 287 / 615 | Maggioranza |
| Generali 1931      | 6.395.065  | 30.6%  | 52 / 615  | Opposizione |
| Generali 1935      | 7.984.988  | 38%    | 154 / 615 | Opposizione |
| Generali 1945      | 11.967.746 | 47.7%  | 393 / 625 | Maggioranza |
| Generali 1950      | 13.226.176 | 46.1%  | 315 / 625 | Maggioranza |
| Generali 1951      | 13.948.883 | 48.78% | 295 / 625 | Opposizione |
| Generali 1955      | 12.405.254 | 46.4%  | 277 / 630 | Opposizione |
| Generali 1959      | 12.216.172 | 43.8%  | 258 / 630 | Opposizione |
| Generali 1964      | 12.205.808 | 44,1%  | 319 / 630 | Maggioranza |
| Generali 1966      | 13.096.629 | 48%    | 364 / 630 | Maggioranza |
| Generali 1970      | 12.208.758 | 43.1%  | 288 / 630 | Opposizione |
| Generali 1974      | 11.872.180 | 43,1%  | 301 / 635 | Maggioranza |
| Generali 1974      | 11.457.079 | 39,2%  | 319 / 635 | Maggioranza |
| Generali 1979      | 11.532.218 | 36,9%  | 269 / 635 | Opposizione |
| Europee 1979       | 4.253.207  | 33.4%  | 17 / 81   | -           |
| Generali 1983      | 8.456.934  | 27,6%  | 209 / 650 | Opposizione |
| Europee 1984       | 4.865.261  | 36.55% | 32 / 81   | -           |
| Generali 1987      | 10.029.270 | 30,8%  | 229 / 650 | Opposizione |
| Europee 1989       | 6.153.661  | 40.6%  | 44 / 81   | -           |
| Generali 1992      | 11.560.484 | 34,4%  | 271 / 650 | Opposizione |
| Europee 1994       | 6.573.881  | 42.6%  | 62 / 87   | -           |
| Generali 1997      | 13.518.167 | 43,2%  | 418 / 659 | Maggioranza |
| Europee 1999       | 2.803.821  | 26,25  | 29 / 88   | -           |
| Generali 2001      | 10.724.953 | 40,7%  | 413 / 659 | Maggioranza |
| Europee 2004       | 3.718.683  | 21,88% | 19 / 78   | -           |
| Generali 2005      | 9.552.436  | 35,2%  | 355 / 646 | Maggioranza |
| Europee 2009       | 2.381.760  | 15,31% | 13 / 73   | -           |
| Generali 2010      | 8.606.517  | 29,0%  | 258 / 650 | Opposizione |
| Europee 2014       | 4.376.635  | 24,43% | 20 / 73   | -           |
| Generali 2015      | 9.344.328  | 30,4%  | 232 / 650 | Opposizione |
| Generali 2017      | 12.874.985 | 40,0%  | 262 / 650 | Opposizione |
| Europee 2019       | 2.347.255  | 13,64% | 10 / 73   | -           |
| Generali 2019      | 10.292.054 | 32,1%  | 202 / 650 | Opposizione |
| Generali 2024      | 9.704.655  | 33,7%  | 412 / 650 | Maggioranza |